# Harley (cheval)
Pour les articles homonymes, voir Harley.
Harley (né en 1885) est un cheval de course né dans le Calvados, un Anglo-normand de type trotteur. Fils de Phaéton et petit-fils de Normand, il descend de deux chefs de race, et est considéré comme l'un des deux meilleurs fils de Phaéton. 
Décrit comme l'un des plus beaux chevaux Trotteur français, il rencontre le succès lors de deux éditions de l'exposition internationale. Il permet à la lignée du Pur-sang The Heir of Linne de se perpétuer, mais son petit-fils Reynolds V disparaît sans successeur. 

## Histoire
Harley naît en 1885 chez l'éleveur Constant Hervieu, à Petiville dans le Calvados. Cet éleveur a possédé des juments à l'origine de la race du Trotteur français, puisqu'il a aussi fait naître Normand, Serpolet-Bai et Cherbourg.
Harley atteint une réduction kilométrique de 1 min 35 s. Il est acheté par les Haras nationaux pour la somme, importante, de 35 000 francs.
Harley est décrit comme l'un des plus jolis chevaux trotteurs français, et fait sensation à l'Exposition universelle de 1889 puis à celle de 1900. Il obtient le second prix des trotteurs à l'Exposition internationale de 1891.

## Description

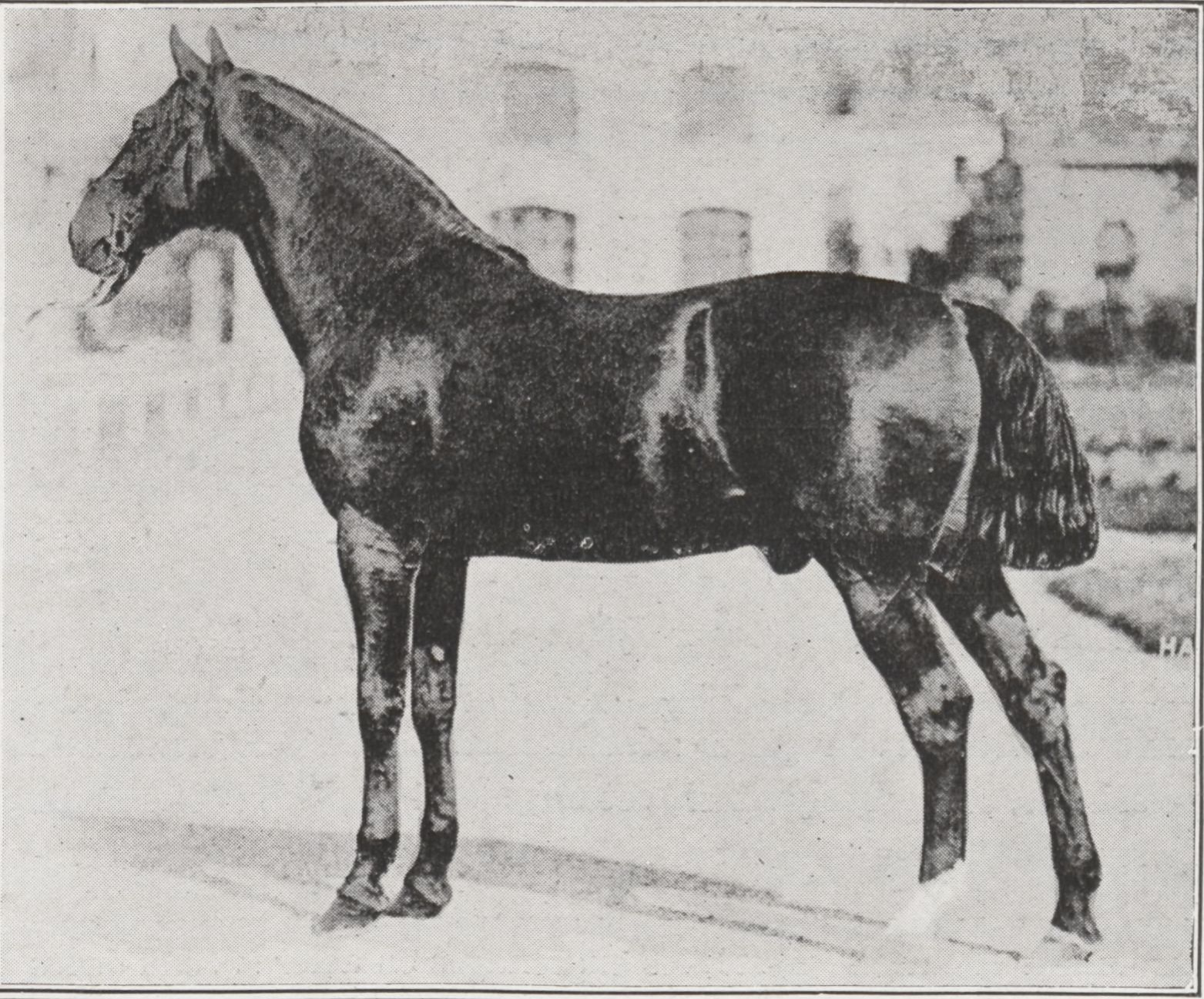
Harley, présenté au haras.

Au contraire d'autres étalons trotteurs de l'époque, Harley est unanimement admiré pour son apparence.

## Origines
Ses origines sont marquées par le Trotteur Norfolk, via La Crocus, et surtout par le Pur-sang. Il descend de la même souche maternelle que Serpolet-Bai et Cherbourg. Son père est le chef de race Phaéton, et sa mère, la jument Turlurette, est une fille de l'étalon Normand.

## Descendance
Harley est considéré comme l'un des deux meilleurs fils de Phaéton, avec l'étalon James Watt. Il est, à la fin du XIXe siècle, l'un des deux étalons qui permettent à la branche du Pur-sang The Heir of Linne de se perpétuer, plus particulièrement grâce à son fils Virois (né en 1899), père de Reynolds V (né en 1917). Ce dernier disparait sans donner de successeur mâle.